# Fishia yosemitae
Fishia yosemitae  là một loài bướm đêm trong họ Noctuidae.